# Jesús Gómez Portugal
Jesús Gómez Portugal är en ort i Mexiko.   Den ligger i kommunen Jesús María och delstaten Aguascalientes, i den centrala delen av landet, 400 km nordväst om huvudstaden Mexico City. Jesús Gómez Portugal ligger 1 880 meter över havet och antalet invånare är 8 579.
Terrängen runt Jesús Gómez Portugal är platt åt sydost, men åt nordväst är den kuperad. Runt Jesús Gómez Portugal är det tätbefolkat, med 459 invånare per kvadratkilometer. Närmaste större samhälle är Aguascalientes, 12,7 km söder om Jesús Gómez Portugal. Trakten runt Jesús Gómez Portugal består till största delen av jordbruksmark.